# Eupithecia truschi
Eupithecia truschi  (лат.) — вид бабочек-пядениц (Geometridae). Иран (центральноиранские провинции Маркази и Исфахан, на высотах 2500—2800 м). Размах крыльев 15,5—19 мм. Общая окраска желтовато-коричневая. Передние крылья оранжево-охристые с широкой черновато-коричневой поперечной полосами. Задние крылья палевые, беловатые в костальной части и оранжево-охристые в анальной и терминальной частях.
Нижнегубные щупики короткие, меньше диаметра глаза. Сходен с видом E. laterata Dietze, 1904. Название E. truschi происходит от фамилии немецкого лепидоптеролога Роберта Труша (Robert Trusch; Staatliches Museum für Naturkunde Karlsruhe, Карлсруэ, Германия), крупного специалиста по пяденицам. Вид был описан в 2012 году российским энтомологом Владимиром Мироновым (ЗИН РАН, Санкт-Петербург) и немецким лепидоптерологом Ульрихом Ратцелем (Ulrich Ratzel; Карлсруэ).